# René Binder

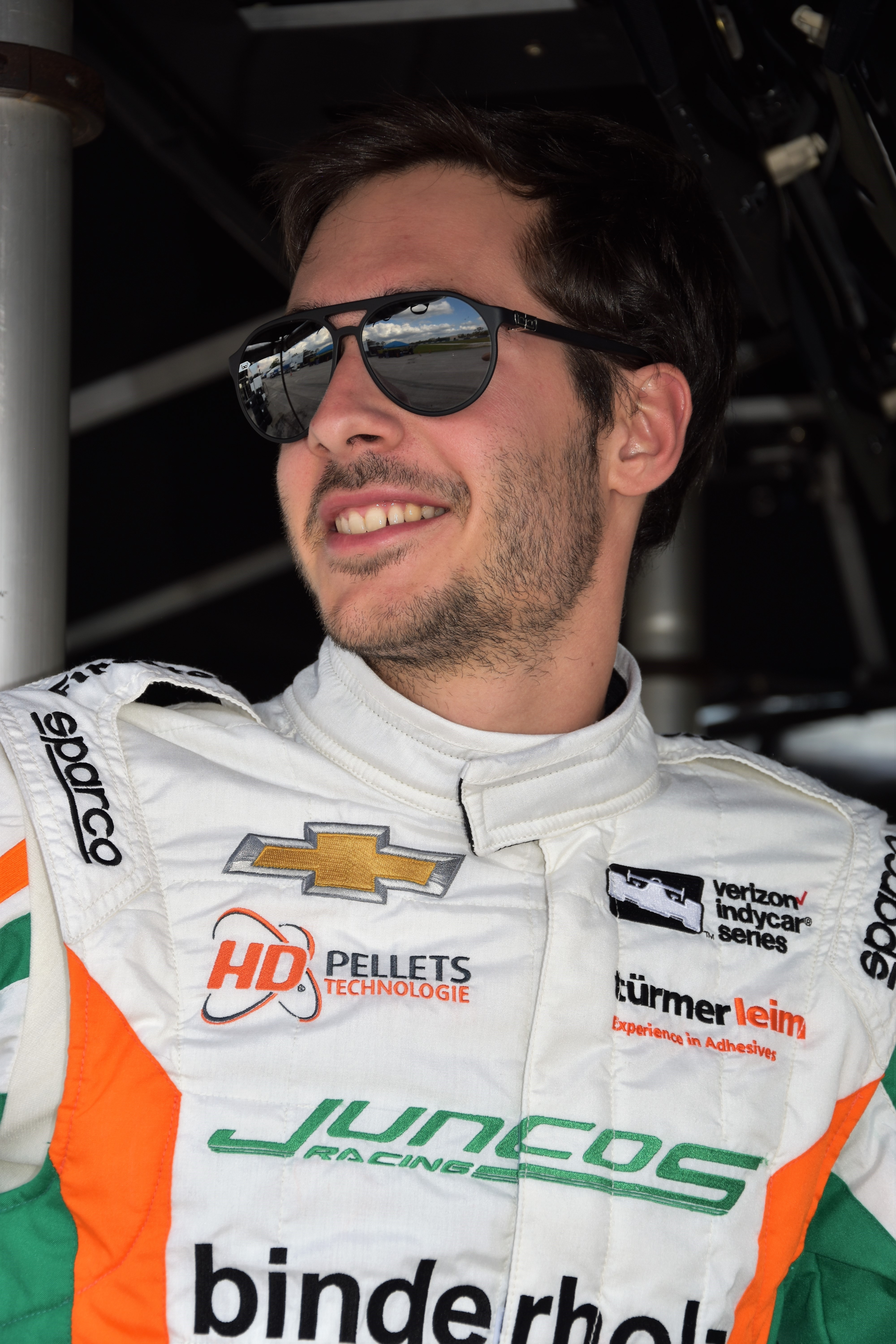
René Binder 2019

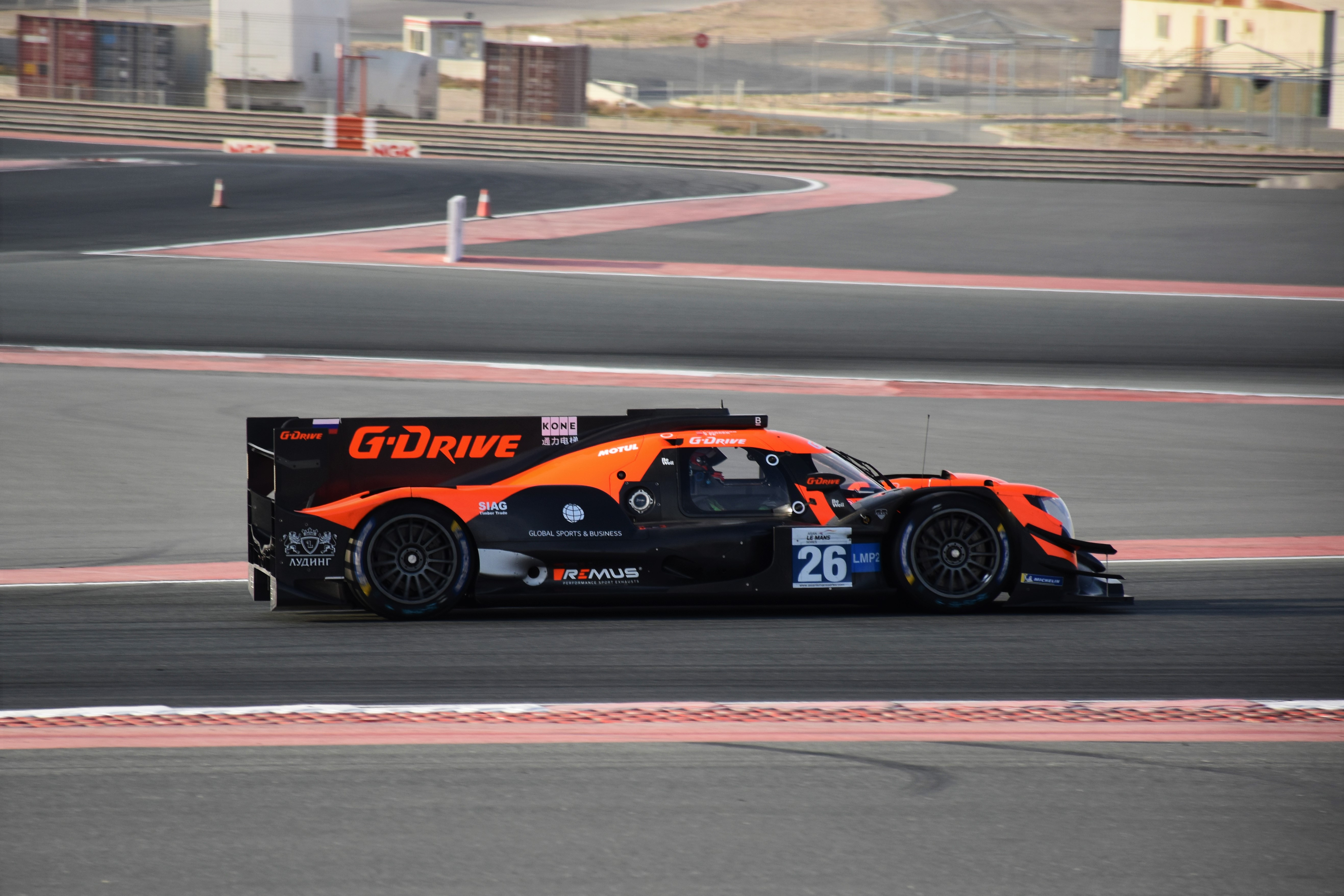
Rene Binder in seinem G-Drive Racing LMP2 im Rahmen der Asian Le Mans Series in Dubai 2021

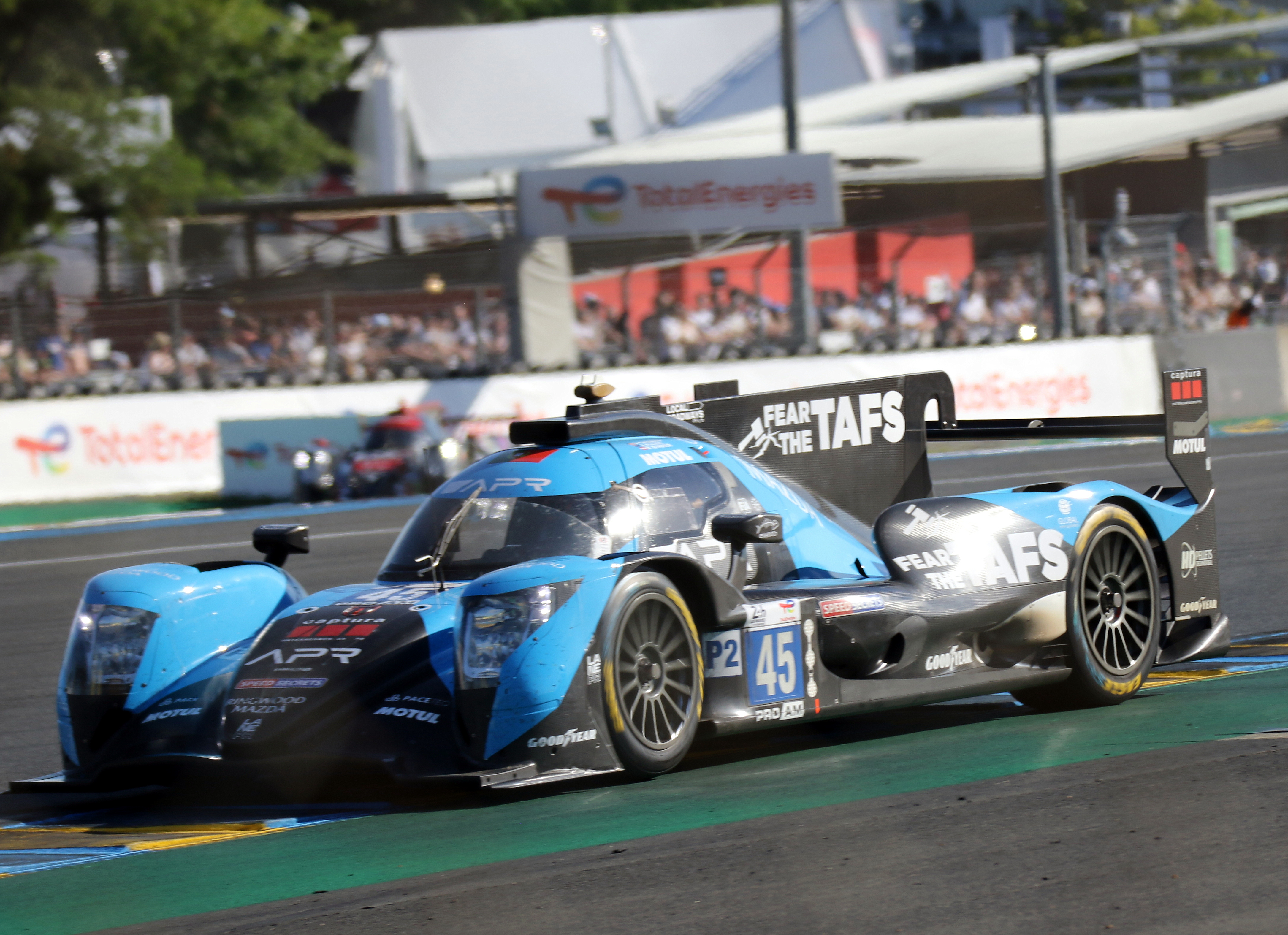
Der von René Binder beim 24-Stunden-Rennen von Le Mans 2022 gefahrene Oreca 07

René Binder (* 1. Jänner 1992 in Innsbruck) ist ein österreichischer Automobilrennfahrer und der Neffe des ehemaligen Grand Prix Piloten Hans Binder.

## Karriere
Binder begann seine Motorsportkarriere 2002 im Kartsport, in dem er bis 2008 aktiv war. Unter anderem wurde er 2007 Dritter der deutschen Junioren-Kartmeisterschaft und 2008 Zweiter der deutschen Challenger-Kartmeisterschaft. 2009 wechselte er in den Formelsport und trat für das Team Abt Sportsline in der ADAC-Formel-Masters an. Während sein Teamkollege Daniel Abt, der im Gegensatz zu Binder schon eine ADAC-Formel-Masters-Saison absolviert hatte, die Hälfte aller Rennen gewann und den Meistertitel für sich entschied, wurde Binder mit drei Podest-Platzierungen Siebter in der Meisterschaft.
2010 wechselte Binder in den deutschen Formel-3-Cup zu Motopark Academy. Mit einem dritten Platz als bestes Resultat beendete er die Saison auf dem zwölften Platz in der Meisterschaft, während seine Teamkollegen Kevin Magnussen und Jimmy Eriksson mehrere Rennen gewannen. 2011 wechselte Binder zu Jo Zeller Racing und bestritt seine zweite Saison in der deutschen Formel 3. Am Saisonende lag Binder, der zu einer Veranstaltung nicht antrat, mit einem dritten Platz als bestes Resultat auf dem achten Gesamtrang. Darüber hinaus nahm Binder an einem Rennwochenende der FIA-Formel-2-Meisterschaft teil. 2012 absolvierte Binder für Van Amersfoort Racing seine dritte Saison in der deutschen Formel 3. Unter anderem gewann er ein schwieriges Regenrennen in Spa-Francorchamps. Mit drei Siegen verbesserte er sich auf den sechsten Platz in der Fahrerwertung. Sein Teamkollege Lucas Auer wurde Vizemeister. Darüber hinaus nahm Binder für das Team Lazarus an drei Rennwochenenden der Saison 2012 der GP2-Serie teil. Er blieb ohne Punkte.
2013 wechselte Binder vollständig in die GP2-Serie, in der er weiterhin für das Team Lazarus an den Start ging. Beim Saisonauftakt in Sepang qualifizierte er sich als Achter erstmals für die Top 10. Im Sprintrennen erzielte Binder mit einem achten Platz seine erste Top-10-Platzierung und zugleich seinen ersten Punkt in der GP2-Serie. Bei der Veranstaltung auf dem Circuit de Monaco kam Binder in beiden Rennen in den Top 10 ins Ziel. Im Hauptrennen wurde er Siebter, im Sprintrennen Sechster. Diese drei Punkteplatzierungen blieben die einzigen in der Saison. Binder schloss die Saison auf dem 23. Gesamtrang ab. Er holte 11 der 12 Punkte seines Rennstalls in der Saison. Für die Saison 2014 erhielt Binder ein GP2-Cockpit bei Arden International. Er erzielte bei den ersten beiden Rennen Punkte. Im restlichen Saisonverlauf folgten keine weiteren Punkteplatzierungen. Er lag am Saisonende auf dem 25. Gesamtrang. Teamintern unterlag er André Negrão mit 3 zu 31 Punkten.
2015 wechselte Binder innerhalb der GP2-Serie zu Trident. Vor dem sechsten Rennwochenende zog sich Binder eine Streptokokken-Infektion zu. Obgleich er zu dem Rennwochenende startete, rieten ihm die Ärzte, dass darauf folgenden zum Zwecke der Erholung auszulassen. Binder verließ anschließend Trident, die Probleme mit den Pirelli-Reifen hatten, ohne Punkte geholt zu haben. Er wechselte als Vertretung für den verletzten Daniël de Jong zu MP Motorsport, mit denen er auf Anhieb Punkte erzielte. Er beendete die Saison auf dem 22. Gesamtrang. Darüber hinaus bestritt Binder für Pons Racing ein Rennwochenende der Formel Renault 3.5.
2016 wechselte Binder in die Formel V8 3.5, der ehemaligen Formel Renault 3.5 und erhielt ein Cockpit beim von Charouz Racing System betreuten Team Lotus. Er stand fünfmal auf dem Podium mit zwei zweiten Plätzen als beste Ergebnisse. Er wurde Siebter in der Fahrerwertung. Mit 161 zu 189 Punkten unterlag er intern seinem Teamkollegen Roy Nissany. Ferner bestritt er für ART Grand Prix und Carlin je eine Veranstaltung der GP2-Serie 2016.
2017 blieb Binder seinem Team, Charouz Racing, treu und erzielte insgesamt 4 Saisonsiege. In der Meisterschaft belegte der Österreicher, nachdem er lange Zeit geführt hatte, am Ende Rang 4. Am 24. Oktober 2017 absolvierte er in Le Castellet seinen ersten Formel 1 Test für Renault F1 Racing.
2018 bestritt Binder sechs Rennen in der amerikanischen Indycar Series mit einem 16. Platz in Birmingham und Platz 17 in Toronto als beste Ergebnisse. Für sein Team, Juncos Racing, fuhr der Zillertaler 2019 noch die vier großen Rennen der IMSA und ist nunmehr ausschließlich im Langstreckensport im Einsatz.
Für G-Drive Racing gewann Rene Binder zusammen mit seinem Landsmann Ferdinand Habsburg und mit dem Chinesen Yifei Ye die Asian Le Mans Series 2021.

## Persönliches
In René Binders Familie waren einige Mitglieder im Motorsport aktiv. Sein Vater Franz Binder gewann 1987 die österreichische Formel-3-Meisterschaft und sein Onkel Hans Binder startete unter anderem in der Formel 1.

## Statistik

### Karrierestationen
| - 2002–2008: Kartsport - 2009: ADAC-Formel-Masters (Platz 7) - 2010: Deutsche Formel 3 (Platz 12) - 2011: Deutsche Formel 3 (Platz 8) - 2011: Formel 2 - 2012: Deutsche Formel 3 (Platz 6) - 2012: GP2-Serie (Platz 31) | - 2013: GP2-Serie (Platz 23) - 2014: GP2-Serie (Platz 25) - 2015: GP2-Serie (Platz 22) - 2015: Formel Renault 3.5 (Platz 22) - 2016: Formel V8 3.5 (Platz 7) - 2016: GP2-Serie (Platz 23) - 2017: World Series Formula V8 3.5 (Platz 4) | - 2017: Formel 2 (Platz 27) - 2018: Indy Car Series - 2018/19: FIA WEC, LMP1 (Platz 43) - 2019: ELMS, LMP2 (Platz 18) - 2019: WSCC, DPi (Platz 18) |

### Einzelergebnisse in der GP2-Serie / FIA-Formel-2-Meisterschaft
| Jahr | Team                 | 1   | 2   | 3   | 4   | 5   | 6   | 7   | 8   | 9   | 10  | 11  | 12  | 13  | 14  | 15  | 16  | 17  | 18  | 19  | 20  | 21  | 22  | 23  | 24  | Punkte | Rang |
| ---- | -------------------- | --- | --- | --- | --- | --- | --- | --- | --- | --- | --- | --- | --- | --- | --- | --- | --- | --- | --- | --- | --- | --- | --- | --- | --- | ------ | ---- |
| 2012 | Venezuela GP Lazarus | MAS | MAS | BRN | BRN | BRN | BRN | ESP | ESP | MON | MON | ESP | ESP | GBR | GBR | GER | GER | HUN | HUN | BEL | BEL | ITA | ITA | SIN | SIN | 0      | 31.  |
| 2012 | Venezuela GP Lazarus |     |     |     |     |     |     |     |     |     |     |     |     |     |     |     |     |     |     | 19  | 17  | 17  | 13  | DNF | DNF | 0      | 31.  |
| 2013 | Venezuela GP Lazarus | MAS | MAS | BRN | BRN | ESP | ESP | MON | MON | GBR | GBR | GER | GER | HUN | HUN | BEL | BEL | ITA | ITA | SIN | SIN | UAE | UAE |     |     | 11     | 23.  |
| 2013 | Venezuela GP Lazarus | 11  | 8   | 18  | 25  | 20  | 19  | 7   | 6   | 16  | 13  | 20  | 10  | 22  | 13  | DNF | 20  | 16  | 14  | 18  | 9   | 15  | 16  |     |     | 11     | 23.  |
| 2014 | Arden International  | BRN | BRN | ESP | ESP | MON | MON | AUT | AUT | GBR | GBR | GER | GER | HUN | HUN | BEL | BEL | ITA | ITA | RUS | RUS | UAE | UAE |     |     | 3      | 25.  |
| 2014 | Arden International  | 9   | 8   | 15  | DNF | DNF | 20  | 12  | 12  | 24  | 19  | 11  | 22  | 20  | 14  | DNF | 23  | 20  | DNF | 23  | DNF | DNF | 23  |     |     | 3      | 25.  |
| 2015 | Trident              | BRN | BRN | ESP | ESP | MON | MON | AUT | AUT | GBR | GBR | HUN | HUN | BEL | BEL | ITA | ITA | RUS | RUS | BRN | BRN | UAE | UAE |     |     | 2      | 22.  |
| 2015 | Trident              | 17  | DNF | 22  | DNF | 11  | 16  | 17  | 14  | 17  | 18  | 23  | 24  | INJ | INJ |     |     |     |     |     |     |     |     |     |     | 2      | 22.  |
| 2015 | MP Motorsport        |     |     |     |     |     |     |     |     |     |     |     |     | INJ | INJ | 10  | 8   | 16  | DNF | 20  | DNF | 14  | C   |     |     | 2      | 22.  |
| 2016 | ART Grand Prix       | ESP | ESP | MON | MON | AZE | AZE | AUT | AUT | GBR | GBR | HUN | HUN | GER | GER | BEL | BEL | ITA | ITA | MAS | MAS | UAE | UAE |     |     | 0      | 23.  |
| 2016 | ART Grand Prix       |     |     |     |     |     |     | 16  | 15  |     |     |     |     |     |     |     |     |     |     |     |     |     |     |     |     | 0      | 23.  |
| 2016 | Carlin               |     |     | 13  | 15  |     |     |     |     |     |     |     |     |     |     |     |     |     |     |     |     |     |     |     |     | 0      | 23.  |
| 2017 | Rapax                | BRN | BRN | ESP | ESP | MON | MON | AZE | AZE | AUT | AUT | GBR | GBR | HUN | HUN | BEL | BEL | ITA | ITA | ESP | ESP | UAE | UAE |     |     | 2      | 27.  |
| 2017 | Rapax                |     |     |     |     |     |     |     |     |     |     |     |     |     |     |     |     |     |     | 15  | 17  |     |     |     |     | 2      | 27.  |

### Einzelergebnisse in der Formel Renault 3.5 / Formel V8 3.5 / World Series Formula V8 3.5
| Jahr | Team        | 1   | 2   | 3   | 4   | 5   | 6   | 7   | 8   | 9   | 10  | 11  | 12  | 13  | 14  | 15  | 16  | 17  | 18  | Punkte | Rang |
| ---- | ----------- | --- | --- | --- | --- | --- | --- | --- | --- | --- | --- | --- | --- | --- | --- | --- | --- | --- | --- | ------ | ---- |
| 2015 | Pons Racing | ALC | ALC | MON | SPA | SPA | HUN | HUN | SPI | SPI | SIL | SIL | NÜR | NÜR | LMS | LMS | JRZ | JRZ |     | 4      | 22.  |
| 2015 | Pons Racing |     |     |     |     |     |     |     |     |     |     |     | 13  | 8   |     |     |     |     |     | 4      | 22.  |
| 2016 | Lotus       | ALC | ALC | HUN | HUN | SPA | SPA | LEC | LEC | SIL | SIL | SPI | SPI | MNZ | MNZ | JER | JER | CAT | CAT | 161    | 7.   |
| 2016 | Lotus       | 4   | 3   | 11  | 7   | 5   | 6   | 3   | 5   | 3   | 2   | DNF | 12  | 5   | 2   | 5   | 7   | DNF | 6   | 161    | 7.   |
| 2017 | Lotus       | SIL | SIL | SPA | SPA | MNZ | MNZ | JER | JER | ALC | ALC | NÜR | NÜR | MEX | MEX | COA | COA | BRN | BRN | 201    | 4.   |
| 2017 | Lotus       | 5   | 4   | 6   | 2   | 1   | 1   | 4   | 5   | 5   | DNF | 6   | 9   | 6   | DNF | 1   | 10  | 9   | 1   | 201    | 4.   |

### Einzelergebnisse in der IndyCar Series
| Jahr | Team          | 1   | 2   | 3   | 4   | 5   | 6    | 7   | 8   | 9   | 10  | 11  | 12  | 13  | 14  | 15  | 16  | 17  | Punkte | Rang |
| ---- | ------------- | --- | --- | --- | --- | --- | ---- | --- | --- | --- | --- | --- | --- | --- | --- | --- | --- | --- | ------ | ---- |
| 2018 | Juncos Racing | STP | PHO | LBH | ALA | IMS | INDY | DET | DET | TXS | ROA | IOW | TOR | MDO | POC | STL | POR | SNM | 61     | 28.  |
| 2018 | Juncos Racing | 22  |     |     | 16  |     |      | 21  | 22  |     |     |     | 17  | 21  |     |     |     |     | 61     | 28.  |

(Legende)

### Le-Mans-Ergebnisse
| Jahr | Team                      | Fahrzeug       | Teamkollege       | Teamkollege          | Platzierung | Ausfallgrund |
| ---- | ------------------------- | -------------- | ----------------- | -------------------- | ----------- | ------------ |
| 2019 | Panis-Barthez Competition | Ligier JS P217 | Will Stevens      | Julien Canal         | Rang 13     |              |
| 2020 | Inter Europol Competition | Ligier JS P217 | Jakub Śmiechowski | Matewos Issaakjan    | Rang 42     |              |
| 2021 | Dupueine Team             | Oreca 07       | Memo Rojas        | Tristan Gommendy     | Rang 14     |              |
| 2022 | Algarve Pro Racing        | Oreca 07       | James Allen       | Steven Thomas        | Rang 19     |              |
| 2023 | Duqueine Team             | Oreca 07       | Neel Jani         | Nico Pino            | Rang 11     |              |
| 2024 | DKR Engineering           | Oreca 07       | Laurents Hörr     | Alexander Mattschull | Rang 21     |              |
| 2025 | Proton Competition        | Oreca 07       | Giorgio Roda      | Bent Viscaal         | Rang 23     |              |

### Sebring-Ergebnisse
| Jahr | Team          | Fahrzeug         | Teamkollege | Teamkollege      | Platzierung | Ausfallgrund |
| ---- | ------------- | ---------------- | ----------- | ---------------- | ----------- | ------------ |
| 2019 | Juncos Racing | Cadillac DPi-V.R | Will Owen   | Agustín Canapino | Rang 32     |              |

### Einzelergebnisse in der FIA-Langstrecken-Weltmeisterschaft
| Saison  | Team                                  | Rennwagen                | 1   | 2   | 3   | 4   | 5   | 6   | 7   | 8   |
| ------- | ------------------------------------- | ------------------------ | --- | --- | --- | --- | --- | --- | --- | --- |
| 2018/19 | Team Kolles Panis-Barthez Competition | CLM P1/01 Ligier JS P217 | SPA | LEM | SIL | FUJ | SHA | SEB | SPA | LEM |
| 2018/19 | Team Kolles Panis-Barthez Competition | CLM P1/01 Ligier JS P217 |     |     | DNF |     |     |     |     | 13  |
| 2019/20 | Inter Europol                         | Ligier JS P217           | SIL | FUJ | SHA | BAH | AUS | SPA | LEM | BAH |
| 2019/20 | Inter Europol                         | Ligier JS P217           |     |     |     | 42  |     |     |     |     |
| 2021    | Dupueine Team                         | Oreca 07                 | SPA | POR | MON | LEM | BAH | BAH |     |     |
| 2021    | Dupueine Team                         | Oreca 07                 | 14  |     |     |     |     |     |     |     |
| 2022    | Algarve Pro Racing                    | Oreca 07                 | SEB | SPA | LEM | MON | FUJ | BAH |     |     |
| 2022    | Algarve Pro Racing                    | Oreca 07                 | 14  | 17  | 19  | 10  | 34  | 16  |     |     |
| 2023    | Duqueine Team                         | Oreca 07                 | SEB | POR | SPA | LEM | MON | FUJ | BAH |     |
| 2023    | Duqueine Team                         | Oreca 07                 | 11  |     |     |     |     |     |     |     |
| 2024    | DKR Engineering                       | Oreca 07                 | KAT | IMO | SPA | LEM | SAO | AUS | FUJ | BAH |
| 2024    | DKR Engineering                       | Oreca 07                 | 21  |     |     |     |     |     |     |     |
| 2025    | Proton Competition                    | Oreca 07                 | KAT | IMO | SPA | LEM | SAO | AUS | FUJ | BAH |
| 2025    | Proton Competition                    | Oreca 07                 | 23  |     |     |     |     |     |     |     |